# Falx

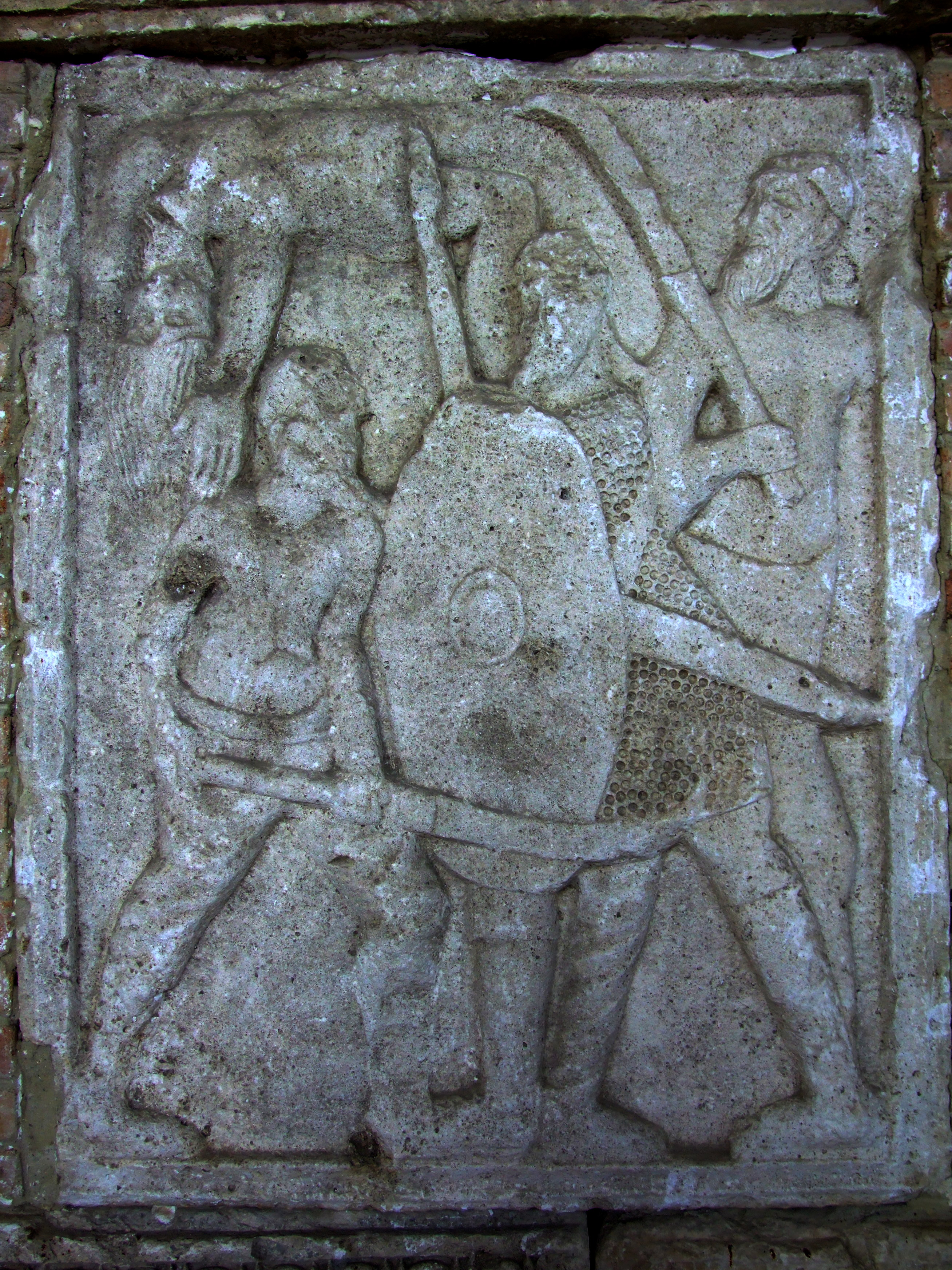
Metopa na památníku Tropaeum Traiani zobrazující dáckého bojovníka třímajícího v rukou falx

Falx (plurál falces) je latinský termín označující srp. Současně se jednalo o dáckou jednoruční nebo obouruční zbraň s kosovitě zakřivenou čepelí naostřenou na vnitřní straně a s rukojetí stejně dlouhou nebo delší než čepel. Ve své obouruční verzi činila svého uživatele zranitelného, jelikož mu neumožňovala chránit se štítem. Tuto nevýhodu však kompenzovala vysoce ničivým účinkem, když jedním úderem bylo možné roztít protivníkův štít. Thrácká obdoba této sečné zbraně se nazývala rhomphaia.